# 大帝都エトランゼ捜査線
『大帝都エトランゼ捜査線』（だいていとエトランゼそうさせん）は、七竈アンノによる日本の漫画作品。『月刊ドラゴンエイジ』（富士見書房）にて連載。

## あらすじ
明治163年の帝都・東京を舞台とし妖怪犯罪を取り締まる刑事を主人公とする漫画作品。

## 登場人物
北条 明夙（ほうじょう あすく）
警視庁特別操作室第一別室に配属された新米警察官。
ニロ
明夙の相棒。二口女。

## 単行本
1. 2013年3月9日 ISBN 978-4-04-712861-3